# Huancayo
Huancayo (en quítxua Wankayuq), fundada com a Santíssima Trinitat de Huancayo l'1 de juny de 1572, és la ciutat més important de la serra central del Perú al sud del Valle del Mantaro. És el districte capital del departament de Junín i de la província de Huancayo. La zona va ser habitada pels huancas, els qui després formarien part del Regne Huanca.
Van ser annexats a l'Imperi Inca, i va esdevenir un lloc amb una convivència de convulsió i repressió per part dels inques. L'1 de juny de 1572, va ser fundada com a «Poble d'Indis» per don Jerónimo de Silva i reclamada a la Santíssima Trinitat, i va prendre el nom de «Santíssima Trinitat de Huancayo». És famosa pel seu apel·latiu de Ciutat Incontrastable, també és coneguda per una fira artesanal que s'estableix tots els diumenges en la cèntrica avinguda de Huancavélica, així com pels paisatges originals, la vall, la seva història, i les seves artesanies.
La ciutat de Huancayo, segons l'Institut Nacional d'Estadística i Informàtica és la novena ciutat i la sisena àrea metropolitana més poblada del Perú, albergava l'any 2014 una població de 501.384 habitants.

## Toponímia
El nucli de la ciutat de Huancayo definit pels districtes metropolitans de Huancayo, El Tambo i Chilca segons l'Institut Nacional d'Estadística i Informàtica és la novena ciutat més poblada del Perú i albergava l'any 2007 una població de 336.349 habitants. No obstant això, el Pla de Desenvolupament Urbà de la Municipalitat Provincial de Huancayo del 2006 reconeix que l'àrea d'aglomeració urbana morfològicament ja es va estendre fins als districtes de Huancán, Pilcomayo, Sant Agustín i Sapallanga contant en total aproximadament 420.000 habitants projectats pel 2012.

## Etimologia
La paraula wankayuq es compon de l'arrel wanka (‘pedra’) i el sufix derivatiu -yuq (‘el que té’), morfema comú en altres toponímies del Valle del Mantaro. En aquest sentit, una traducció del nom seria «El lloc de la pedra». Aquesta teoria s'acompanya amb una tradició oral d'aquesta ciutat que assenyalava que en la localització de l'actual Parc Huamanmarca, existia en els inicis de la població una pedra ovalada de considerables dimensions. Actualment no existeix aquesta roca ni indicis del seu emplaçament. Segons altres teories s'afirma que el nom originari de Huancayo era "Wuancamayo" per les dues veus quechuas "wanka" (pedra) i "mayu" (riu).

## Història

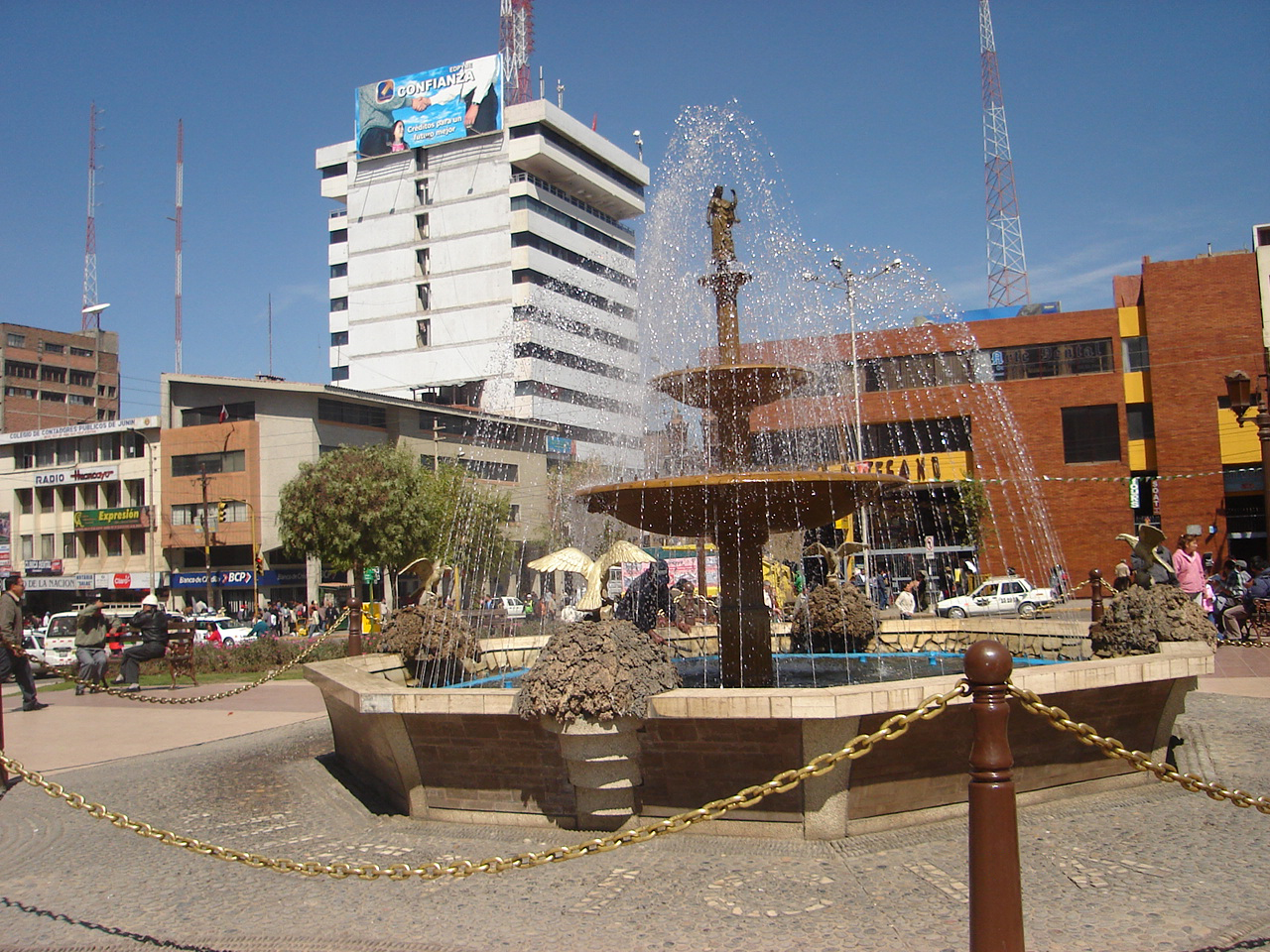
Pileta de la Plaça de la Constitució.

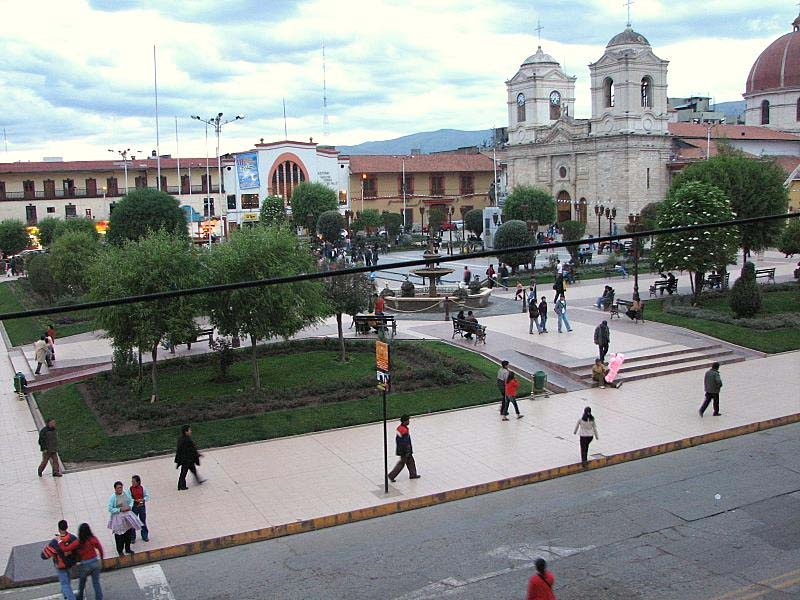
Plaça de la Constitució.

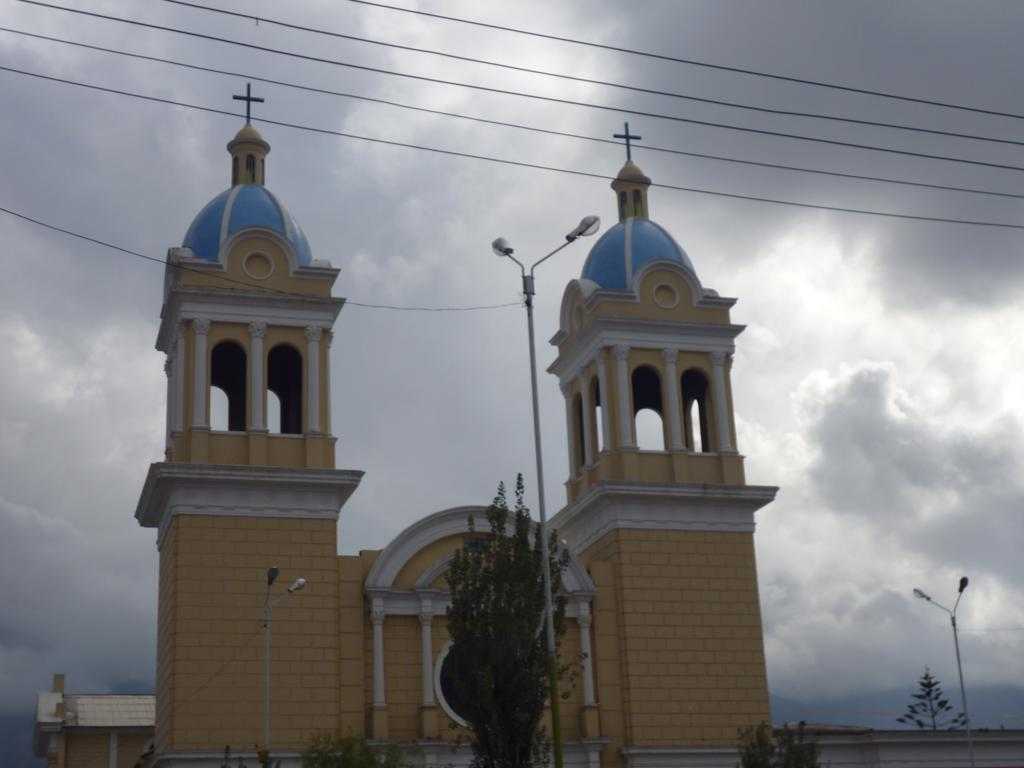
Església Immaculada

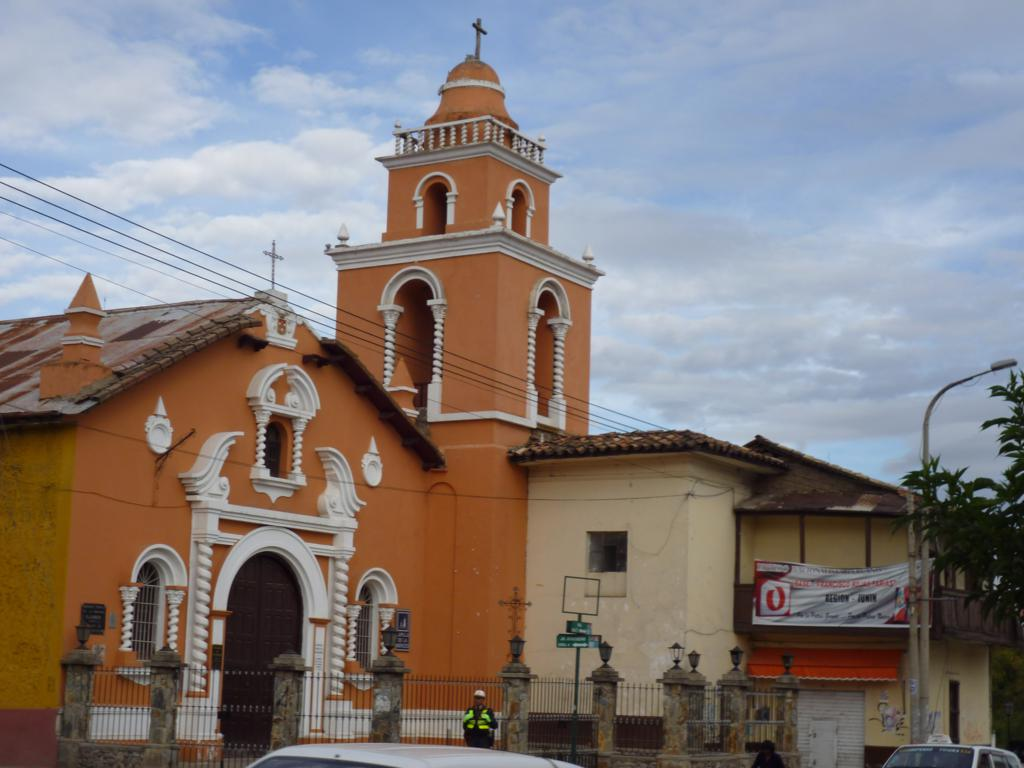
Església La Mercè

### Època prehispànica
Antigament, la zona es trobava habitada per la nació Wanka cap al 1200 aC aproximadament, els quals van tenir fama d'aguerrits i indòmits guerrers. L'activitat principal era l'agricultura.
Els Wankas eren una nació de la qual no se sap gaire  de la història. Es va desenvolupar a la Vall del Mantaro a la zona centre i sud, especialment al costat dret del riu Mantaro, cap a la zona de nord-oest situat en Ahuac, Huachac i altres pobles, on es troba el centre poblat i la fortalesa Wanka encara existent en el cim del turó Watury. Després de les guerres, opressió i invasió d'altres pobles s'inicia l'aïllament i el creixement d'aquests a la vall les restes de la qual encara queden com els situats en les localitats de Cotocoto (actual districte de Chilca) i Ocopilla (actual zona aquest del districte de Huancayo). Va ser la Cultura Wari, els qui van iniciar la invasió, el centre principal de la qual se situa en el que és avui el departament de Ayacucho) la primera que, cap al segle vi va començar una expansió cap al nord. Els pobles de la Zona centro de la vall Wanka van formar part del que es va conèixer com a Imperi Huari. D'aquesta època són les restes del poblat de Huari de Huarivilca. La caiguda d'aquest imperi va ser seguida del sorgiment d'una altra cultura, la Cultura Inca. Cap a 1460, sota el mandat de l'Inca Pachacútec, els Inques van prendre el control de la regió i del territori, del qual se'n van annexionar només en part al seu imperi, ja que el medi estratègic per obrir noves rutes de comerç era el trasllat d'altres pobles limítrofs al Valle del Mantaro per obrir aliances i el camí reial per a la mobilització i proveïment de l'exèrcit imperial.
La naturalesa i la resistència dels wankas, així com la política de culturització dels inques (basada en la imposició de llur religió i idioma) va causar que en aquesta zona no es donés una convivència pacífica sinó que més aviat fos una zona de constant convulsió i repressió per part dels cusqueños. Certa crònica tracta d'una derrota d'una resistència dels Wankas del centre, als quals l'Inca va mutilar els braços de més de sis-cents guerrers Wankas en senyal de dominació, no obstant això malgrat la resistència de la fortalesa de Watury, la vall va ser aprofitada per la fertilitat i aquesta zona va ser un dels passos principals del camí inca que es dirigia al nord cap a les ciutats de Cajamarca i Quito.
La tradició oral assenyala que existia un Tambo inca (granja de vaques que venien la llet normalment al pormajor) (posada en el trajecte del Camí reial dels Inques), situada a una jornada del camí de Jauja al sud. Enfront d'aquest tambo existia un penyó de forma ovalada de considerables dimensions usada com adoratori. En aquesta localitat s'utilitzaven les aigües de l'actual Riu Florit que desemboca en el riu Mantaro.

### Època colonial i fundació de la ciutat
Durant la colonització, les forces espanyoles comandades per Francisco Pizarro van iniciar el seu viatge rumb a la ciutat del Cusco (capital de l'Imperi Inca) pels Andes. En aquest viatge es va realitzar la fundació de la ciutat de Jauja i el seu establiment temporalment com a primera capital del nou territori, merament amb finalitats polítiques per tenir aliances amb tribus del lloc. En aquest moment va existir un acord entre els conqueridors i els indígenes Xauxas per aconseguir la derrota de les forces incaiques que defensaven el lloc centre i sud de la Vall del Mantaro. Mostra d'aquesta col·laboració és l'actual escut d'armes de la ciutat, que li va ser atorgat pel mateix Rei Felip II a pesar que en aquells moments, Huancayo encara no existia ni com a llogaret. Els indígenes van ajudar a les forces conqueridores a canvi d'un blasó. Va ser inicialment fundada com a poble, més endavant com a ciutat.
Després de la conquesta, els espanyols es van anar assentant a les valls que trobaven més adequades. Francisco Pizarro va fundar la ciutat de Jauja i la va establir estratègicament com la primera capital del Perú. El camí al sud que passava pel tambo camí al Cusco es va anar poblant a poc a poc.
L'1 de juny de 1572 va ser fundada com a "Poble d'Indis" per Don Jerónimo de Silva i Advocada (Dedicada) a la Santíssima Trinitat, prenent el nom de "Santíssima Trinitat de Huancayo". Després d'això, i a pesar que seguia sent un tambo o posada dels viatgers, el Virrei Don Francisco de Toledo la va fer centre d'encomana amb ayllus distribuïdes al seu al voltant: Ayllu Huamanmarca, Ayllu Caixes, Ayllu Tambo, Ayllu Auquimarca, Ayllu Gualahoyo, Ayllu Plateros, etc. Des d'aquests temps, la ciutat es va formar al voltant del camí inca, situació que es manté en l'actualitat. El camí inca es va convertir en Carrer Reial que travessa de nord a sud la ciutat i n'és el centre de la seva organització i  vida.
El 8 de novembre de 1580, es va iniciar la construcció d'una petita capella anomenada "Santíssima Trinitat de Huamanmarca" (en reemplaçament de la roca que servia com adoratori). Aquesta església va ser acabada l'any 1619 però d'ella no existeixen restes. Els terratrèmols i el pas del temps van causar seriosos estralls en l'estructura. L'any 1861 estava totalment en ruïnes i finalment es va enfonsar amb el terratrèmol en 1876, les pintures van ser portades a la Capella de "La Mercè", situada 500 metres més al nord, els registres de naixement es conserven des de 1712, intactes en els arxius parroquials.
En 1616 el cronista Felipe Huamán Poma d'Ayala va passar per Huancayo, va relatar que ell havia trobat un tambo i cases d'espanyols dedicats al arrieratge (lloc on es tragina amb animals de càrrega).
El temple matriu, va ser construït en un terreny que van donar veïns notables. Les obres van començar el 18 de març de 1799 i va ser acabat el 18 de març de 1831. Actualment és la Catedral de la ciutat situada a la Plaça Constitució. En aquesta plaça, anomenada abans «del Comerç», es va jurar la «Constitució Liberal de Cadis» el 1813. És per això que es va modificar el seu nom.

### Guerra de la independència
Durant l'etapa de la Independència, Huancayo va proclamar i va jurar la independència nacional el 20 de novembre de 1820 (8 mesos abans de la proclamació de la independència pel general José de Sant Martín). En el seu trajecte per prendre la capital del virregnat des dels Andes, el general Juan Antonio Álvarez d'Arenals i el seu exèrcit van passar per la vall rumb a Pasco. A Huancayo es va reaprovisionar i va continuar el seu viatge cap al nord. Després de la partida d'aquest contingent, la ciutat va quedar desprotegida. Enmig d'aquesta situació, un batalló de soldats independentistes sota el comandament del major José Félix Aldao, arriba a la ciutat perseguit pels exèrcits reials. Davant aquesta situació, els habitants de la ciutat van organitzar una milícia armada amb poques armes de foc i moltes llances i fones.
La quantitat de milicians sumava al voltant de 5.000 entre natius huancas, criolls i mestissos. En aquestes condicions es va donar, el 29 de desembre de 1820 en el lloc conegut com a Azapampa (situat al sud de la ciutat en l'actual districte de Chilca), l'enfrontament en contra de l'exèrcit reial fortament armat i que comptava a més amb cavalleria i artilleria. El resultat d'aquest enfrontament va ser tràgic pels independistes, es va desenllaçar una carnisseria despiadada de la qual pocs milicians van fugir.
Després d'obtindre la independència, el Governador Provisional José de Torre Tagle li confereix a Huancayo el Títol de «Ciutat Incontrastable», el 19 de març de 1822, ratificant-se aquest títol pel govern provisonal de José de la Mar el 5 de febrer de 1828.
El general Simón Bolívar va arribar a aquesta vall el mes d'agost de 1824, quan ja era dictador suprem del Perú. En aquesta ocasió va premiar molts herois i va brindar reconeixement als soldats patriotes, que van ajudar a la independència total dels diferents estats sudaméricans. També expulsa de la regió els frares franciscans del convent de Ocopa per considera'ls segons el seu parer «reialistes recalcitrants».

### Època republicana
Després de la batalla de Yungay, on va guanyar l'expedició xileno-peruana a la Confederació Peruana Boliviana, durant la gestió de l'autoproclamat president del Perú, Agustín Gamarra, es va realitzar una Assemblea Constituent que va votar una carta política conservadora en 1839.
El 31 d'octubre de 1854, el Mariscal Don Ramón Castella, enmig dels enfrontaments caudillistes que van caracteritzar les primeres dècades de vida de la nova República, s'enfronta a José Rufino Echenique vencent-lo en la batalla del turó de Cullcos (llom d'animal) anomenat actualment "Cerrito de la Llibertat" situat a l'est de la ciutat. Castella va triar la ciutat de Huancayo com a seu del seu govern, des d'on va decretar una de les seves més famoses disposicions. El 3 de desembre de 1854, en un immoble situat a l'antiga plaça del Comerç (avui "Plaça Constitució" en la cantonada dels carrers Real i Giraldez, centre neuràlgic de la ciutat) va decretar l'abolició de l'esclavitud al Perú així com la fi del tribut indígena. Aquest immoble va ser declarat Monument Nacional per Llei Nº 12064. No obstant això, a causa d'una ampliació del parc, va ser demolit l'any 1967.
El 16 de novembre de 1864, durant el govern del President Juan Antonio Pezet, que va assumir la presidència en morir Don Miguel de Sant Román; es va decretar la creació de la província de Huancayo, separant a la ciutat de l'hegemonia de la ciutat de Jauja.
Huancayo va ser establerta com la capital d'aquesta província. El 15 de gener de 1931 segons decret del Luis Miguel Sánchez Cerro, Huancayo va ser nomenada capital del departament de Junín en substitució de la ciutat de Cerro de Pasco que va passar a ser la capital del recentment creat departament de Pasco. Aquest fet va establir a Huancayo com la ciutat més important de la regió central del país, condició que es va anar consolidant durant el segle xx.
A la dècada del 80, Huancayo igual que tota la regió central del país, va ser un centre de lluita antisubersiva contra les organitzacions terroristes de Sendera Lluminosa i el MRTA. A la ciutat es registraren constants enfrontaments entre les Forces Armades i aquestes dues faccions, les mateixes que fins i tot s'enfrontaven una a una altra. L'est de la ciutat es trobava sota el control de Sendera mentre que l'oest de la mateixa es trobava sota el control del MRTA. L'any 1988 es va capturar a la "Plaça Huamanmarca" al cap del MRTA, Víctor Polay Campos. A partir de l'any 1992, al mateix temps que a la resta del país, les Forces Armades van aconseguir desarticular el moviment subversiu. Finalment el 14 de juliol de 1999, es va aconseguir la captura de l'últim cap de Sendera Lluminosa Oscar Ramirez Durand, àlies Feliciano, en la localitat de Cochas, annex del districte del Tambo.

## Geografia
La ciutat de Huancayo està ubicada a la part central del Perú, en plena serralada dels Andes. La serralada mostra, en aquesta part, tres sistemes ben diferenciats, una serralada occidental, una altra central i una oriental. La ciutat se situa enmig d'una vall entre les serralades occidental i central. El riu Mantaro, que neix en el Llac Junín i recorre diversos centenars de quilòmetres fins al Departament de Huancavelica, ha format la Vall del Mantaro, que s'estén des del nord de la ciutat de Jauja fins al districte de Pucará amb una llargada aproximada de setanta quilòmetres. Aquesta vall és considerada la més ampla del Perú i és un dels de major producció agrícola del país.
Geopolíticament s'assenyala que la ubicació de la ciutat és una de les més adequades considerant l'extensió del país. No obstant això, els accidents geogràfics fan que les comunicacions cap a la zona sud del país no siguin les millors.

### Ubicació
Està situada sobre els 3271 msnm (metres sobre el nivell del mar) en plena Vall del Mantaro, al marge esquerre del riu del mateix nom, la qual cosa confirma a Huancayo com una de les ciutats més altes del Perú i la desena al món. La ciutat ocupa terrenys de cinc districtes de la província: Huancayo, El Tambo, Chilca, Pilcomayo, Huancan i Sant Agustin de caixes. Les localitats properes a la ciutat, si bé són eminentment rurals i no formen part de l'àrea de la ciutat nucli, es veuen enormement influenciades per aquesta en els àmbits econòmic, cultural i de transport, i representen morfològicament ja una àrea d'aglomeració.
La par nord de la ciutat s'estén pel Districte del Tambo i l'assentament humà més gran de huancayo, com a Justícia, pau i vida. El Tambo es caracteritza per ser una zona eminentment residencial. La part central de la ciutat s'estén pel districte de Huancayo. Aquest districte acull els principals edificis públics de la ciutat així com les principals zones comercials. Cap a l'est i oest del districte s'estenen zones residencials de recent desenvolupament. Finalment, cap al sud, se situa el districte de Chilca, que és la zona menys moderna de la ciutat i que es caracteritza per ser el districte que acull més immigrants de departaments del sud, especialment de Huancavelica i Ayacucho.
El centre de la ciutat no es troba a prop del riu Mantaro, però sí que és travessat pels rierols "Shullcas", que serveix de límit natural entre els districtes de Huancayo i El Tambo, i "Chilca".
La ciutat es troba íntegrament travessada de nord a sud pel Carrer Reial, que és la principal artèria de la ciutat i en aquesta s'hi aglomera gran part del moviment comercial.

### Clima
Per la latitud (12° LS), Huancayo hauria de tenir un clima càlid. No obstant això, la presència de la Serralada dels Andes i l'altitud de la ciutat (3250 msnm) causen grans variacions en el clima. Huancayo té un clima temperat però inestable durant tot l'any, variant entre 32º en els dies més càlids i -10º graus centígrads en les nits més fredes. La gran variació de les temperatures fa que a la zona només es distingeixin dues estacions, la temporada de pluges des d'octubre fins a abril (corresponent a gran part de la primavera i l'estiu) i la temporada seca de maig a setembre. Les temperatures més baixes es registren a les matinades dels dies dels mesos de juny a agost.
Les precipitacions anuals són moderades el que contribueix a la fertilitat de la vall huanca.

## Demografia

### Evolució demogràfica
En els últims anys s'ha verificat un fenomen d'immigració a la ciutat. La consolidació de Huancayo com a ciutat més important del centre del país ha accelerat l'arribada d'immigrants dels departaments propers i fins i tot d'altres allunyats com Huánuco i Apurímac. Aquest fenomen fa que la població de la ciutat augmenti constantment. Així, de ser una ciutat d'aproximadament 200.000 habitants en els anys vuitanta, els tres districtes nuclis de Huancayo van passar a tenir una població d'aproximadament 340.000 habitants en el cens del 2007.

## Política

### Govern provincial
La ciutat, com a capital de la província homònima, es troba governada per la Municipalitat Provincial de Huancayo, que té competència en tot el territori de la província. No existeix una autoritat restringida a la ciutat. En aquest sentit, els districtes municipals del Tambo i Chilca també tenen competència en temes relatius als seus propis districtes.

### Ordenament territorial
Des de la Constitució del 1979, s'ha considerat a la ciutat de Huancayo com a eix de desenvolupament de la regió central, com a pol compensatori de la ciutat de Lima-Callao, com refereix l'enginyer politòleg Andrés Tinoco Ronden en el seu llibre "Governs Regionals" editat el 1980.

### Govern regional
La ciutat, en la qualitat de capital departamental, és seu del Govern Regional de Junín. Així mateix, compta amb una prefactura amb atribucions polítiques en l'àmbit departamental. Finalment, és seu també de les diferents adreces regionals dels ministeris que conformen l'administració pública.

### Funció judicial
Huancayo és seu de la Cort Superior de Justícia de Junín, entitat rectora del Districte Judicial de Junín. D'acord amb l'organització judicial del país, al territori de la ciutat de Huancayo funcionen vuit jutjats de pau (tres pertanyents al districte del Tambo, quatre al districte de Huancayo, i un a Chilca), disset jutjats especialitzats (quatre de família, cinc civils, set penals i un laboral) i sis sales superiors (tres penals i tres mixtes).

## Salut
A Huancayo estan els hospitals públics que inclouen a l'Hospital Regional Docent Clínic-Quirúrgic "Daniel Alcides Carrión" i l'Hospital Regional Docent Matern-Infantil "El Carmen", els quals estan situats al llarg de l'àrea metropolitana de la ciutat. Així mateix, a la ciutat es troba l'Hospital Nacional "Ramiro Prialé-Prialé" de nivell IV, pertanyent a l'assegurança social EsSalud.

## Educació i recerca

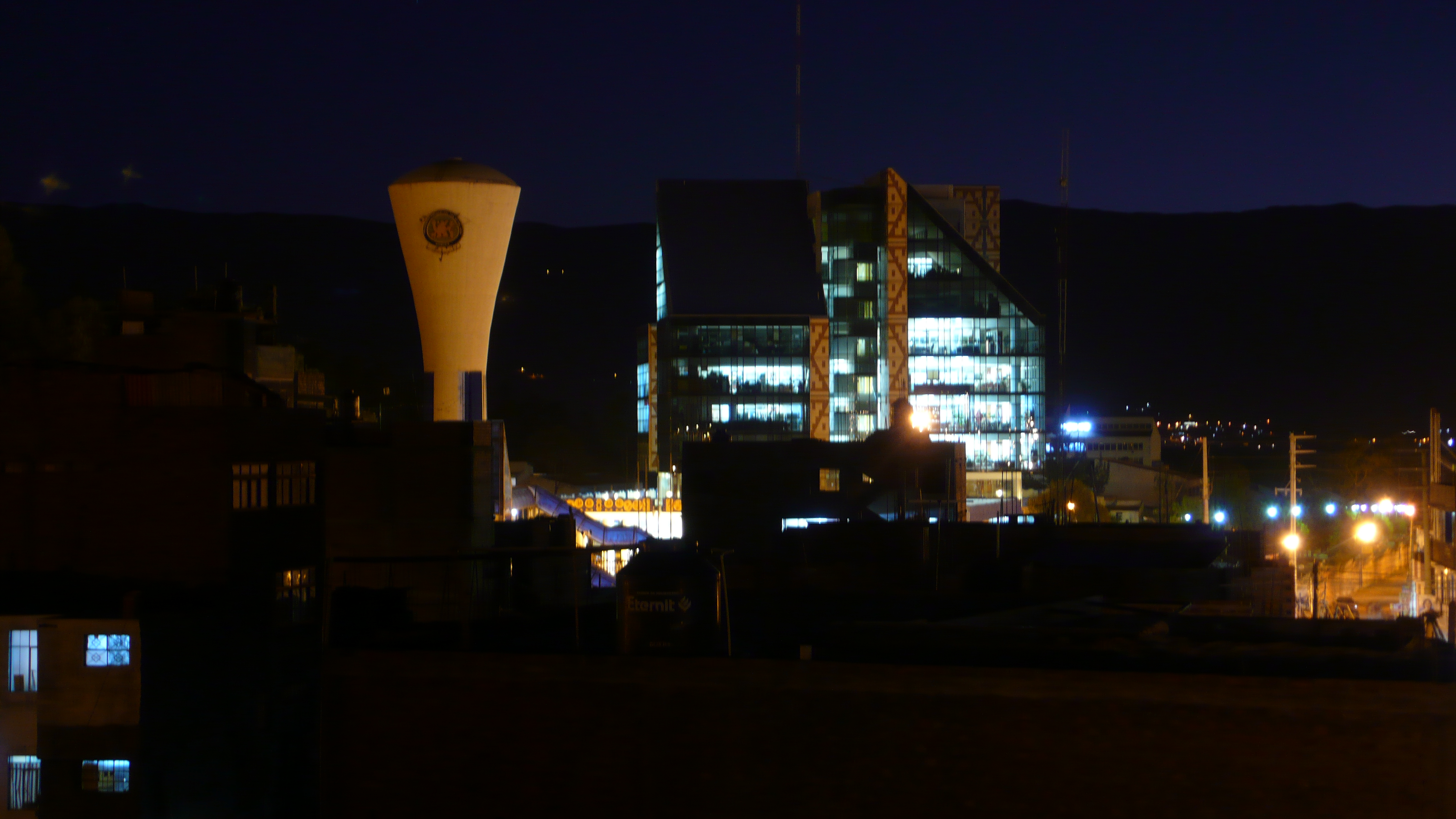
La UNCP de nit.

La ciutat de Huancayo té diverses institucions educatives de tots els nivells d'ensenyament, des de l'educació inicial fins a programes de postgrau.

### Educació primària i secundària
En aquest sentit, a la ciutat existeix un total de 248 centres d'educació inicial; dels quals 121 se situen en el districte del Tambo (34 públics i 87 privats), 96 en el districte de Huancayo i 31 en el districte de Chilca (10 públics i 21 privats).
En el nivell primari existeixen a la ciutat 234 centres educatius, dels quals 107 se situen en el districte del Tambo (32 públics i 75 privats), 100 se situen en el districte de Huancayo (28 públics i 72 privats) i 27 en el districte de Chilca (9 públics i 18 privats).
Finalment, en educació secundària existeixen 127 centres educatius a la ciutat; dels quals 57 se situen en el districte del Tambo (17 públics i 40 privats), 58 se situen en el districte de Huancayo (12 públics i 46 privats) i 12 se situen en el districte de Chilca (2 públics i 10 privats).
Entre els principals centres d'educació secundària de la ciutat es troben els col·legis nacionals Santa Isabel, Politecnico Regional Del Centre, La nostra Senyora del Rosario, La nostra Senyora de Cocharcas i Mariscal Castella, i entre els privats trobem als col·legis Andí, Salesiano "Santa Rosa", Salesiano Tècnic Don Bosco, María Auxiliadora, Sant Joan Bosco, Claretiano i Sant Pio X.

### Educació terciària i recerca
Al nivell superior, la ciutat acull cinc universitats: la Universitat Nacional del Centre del Perú de gestió pública, la Universitat Peruana Els Andes, la Universitat Continental de Ciències i Enginyeria, la Universitat Franklin Roosevelt i la Universitat Peruana del Centre, les quatre de gestió privada. Així mateix té sucursals de la Universitat Los Angeles de Chimbote, la Universitat Ales Peruanes (Llima), la Universitat Inca Garcilaso de la Vega i la Universitat de Huánuco entre d'altres. També existeixen 29 instituts superiors no universitaris situats a la ciutat, dels quals 21 se situen en el districte de Huancayo (1 públic i 20 privats) i els 8 restants en el districte del Tambo (tots privats).
| Universitat                                  | Financiamento | Funcionament  | Pàgina web                                |
| -------------------------------------------- | ------------- | ------------- | ----------------------------------------- |
| Universitat Nacional del Centre del Perú     | estatal       | seu principal | http://www.uncp.edu.pe                    |
| Universitat Peruana Els Andes                | privat        | seu principal | http://www.upla.edu.pe                    |
| Universitat Continental                      | privat        | seu principal | http://www.universidad.continental.edu.pe |
| Universitat Franklin Roosevelt               | privat        | seu principal | http://www.ufr.edu.pe                     |
| Universitat Peruana del Centre               | privat        | seu principal | http://www.upecen.edu.pe                  |
| Universitat Catòlica Los Angeles de Chimbote | eclesiàstic   | sucursal      | http://www.uladech.edu.pe                 |
| Universitat Ales Peruanes                    | privat        | sucursal      | http://www.uap.edu.pe                     |
| Universitat Inca Garcilaso de la Vega        | privat        | sucursal      | http://www.uigv.edu.pe                    |

Quant a centres de recerca, Huancayo alberga filials de l'Institut Geofísic del Perú i del Centre Internacional de la Papa.

### Educació complementària
Entre els principals centres d'idiomes de la ciutat es troben:
- L'Institut Cultural Peruà Britànic (BRITANNIA)
- L'Aliança Francesa de Huancayo.
- L'Associació Cultural Peruà Nord-americana - Regió Centro (exICPNA RC)

## Religió
La majoria de ciutadans es declara de la religió Catòlica Romana, amb diverses festivitats comunes al voltant de la Vall. Es pot afirmar que en tots els mesos de l'any hi ha una festa comuna a Huancayo. Aquestes festes es caracteritzen per estar vinculades principalment a un ícona religiosa catòlica i per durar com a mínim tres dies. Durant les festes es realitzen comparses pels carrers de la ciutat, donant-se ocasionalment diverses d'elles alhora en diferents punts de la ciutat. Totes aquestes comparses s'acompanyen amb bandes de músics que toquen els ritmes propis de la regió.
Com a festa patronal de Huancayo es considera en honor de «la Santíssima Trinitat», segons referència de la revista Aigua (2008) de la Universitat Nacional del Centre. Una altra festa nombrosa és la festa del Senyor dels Miracles, sortint en processó tots els mesos d'octubre sota el comandament de la germanor del Senyor dels Miracles de Huancayo.

## Turisme
Les seves principals atraccions arriben a ser la feina dels seus artesans i el turisme paisatgístic recreacional. Destaquen: La Serralada Huaytapallana, el criader de truites d'Enginy, les fires setmanals i uns altres d'igual importància.

### Infraestructura turística
A causa de la feble afluència contínua de turistes, Huancayo no posseeix una gran infraestructura hotelera. Els seus principals hotels arriben a les tres estrelles i se situen principalment al centre de la ciutat. Continuen l'oferta diversos albergs juvenils, hostals i allotjaments.

### Atractius turístics de la ciutat

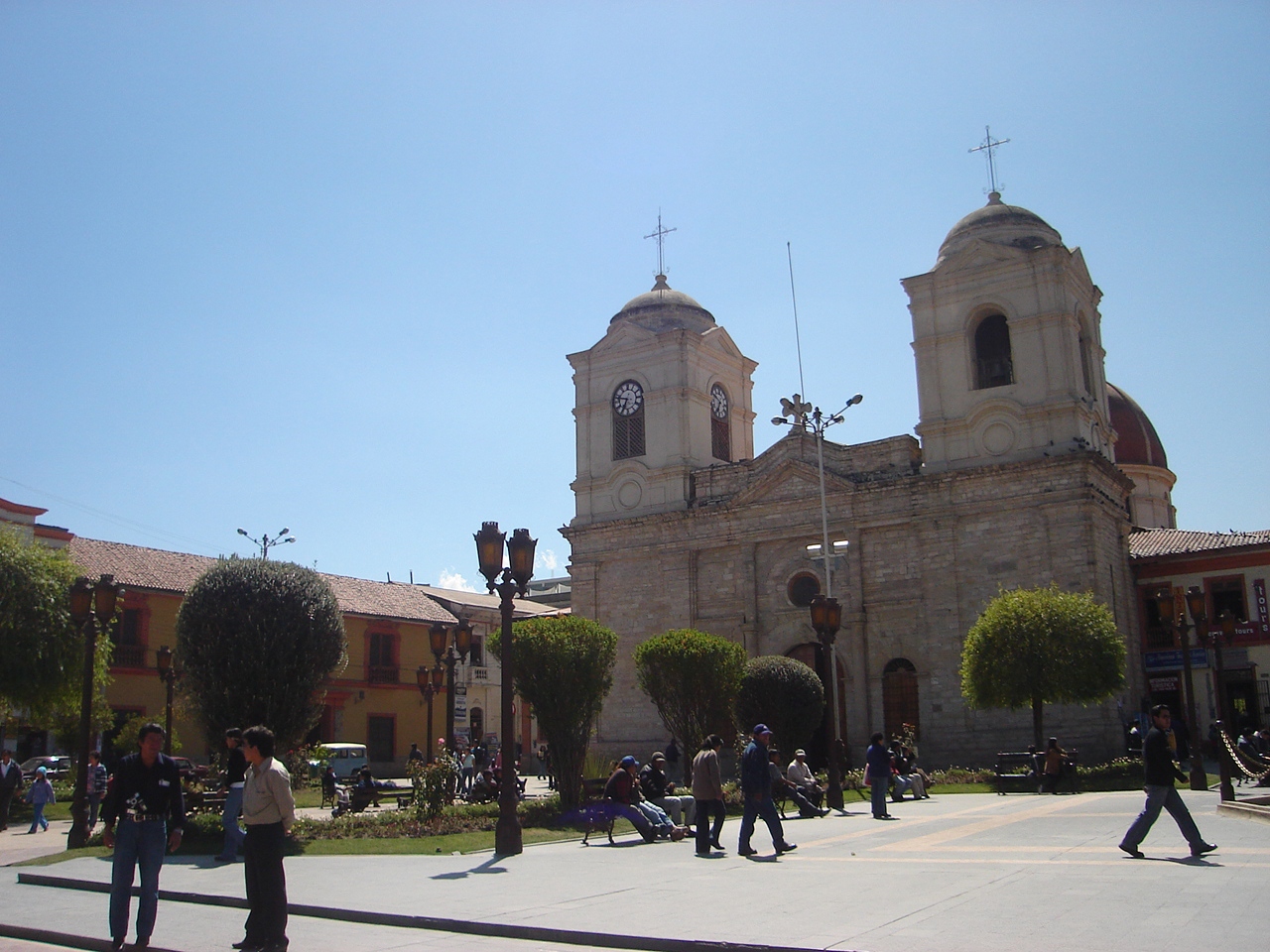
Catedral de Huancayo.

- Catedral de Huancayo. Aquest temple, conegut en els seus inicis com Tempero Matriz, va ser construït en un terreny que van donar veïns notables
- Capella de la Mercè. Considerada Monument Històric Nacional, per ser un dels pocs vestigis de la colònia que es conserva. S'hi va reunir el Congrés Constituent en 1839. En el seu interior pot apreciar-se una gran col·lecció de pintura de l'escola cusquenya.
- Cerrito de la Llibertat. Un mirador natural des d'on es té una visió panoràmica de la ciutat. Té un zoològic.
- Torre Torre. A un quilòmetre del Cerrito de la Llibertat. Conjunt geològic d'enormes torres de terra argilenca, modelades per acció del vent i de les pluges.
- Fira Dominical de Huancayo. Situada en l'avinguda Huancavelica. Setmana a setmana s'expedeixen productes artesanals, industrials i agropecuaris.
- Parc de la Identitat Wanka. Atractiu parc amb motius de la Cultura Wanka.
- Restes Arqueològiques de Huarivilca.
- La Colombina. Famosa hisenda situada al sud de Huancayo.
- Circuit Turístic Huaytapallana. Bells atractius als voltants de Huancayo.

## Art i cultura

### Museus
- Exposició de màscares
- Museu Vicente Razetto B. del Col·legi Salesiano «Santa Rosa»
- Museu del Col·legi Santa Isabel
- Museu Joaquín Vila
- Museu de la Memòria
- Museu de Warivilca
- Museu Antropològic de la Cultura Andina - UNCP

### Música
La vall del Mantaro és una regió de múltiples danses i costums, de la qual l'expressió autòctona s'expressa en les danses i músiques com la Huaconada, els Auquis, les mulises, els huaynos i el Huaylasrh modernoque va ser creació pel compositor Zenobio Dagha Sapaico (originari de Chupuro), i altres músics, cantants i compositors renombrados són Carlos Baquerizo Castro (de Sicaya), Jesús Zedano, Flor Pucarina Picaflor dels Andes i altres intèrprets no nascuts a la terra huanca, com a Flor de la Oroya (de Ayacucho), el Caçador Huanca (de Cajamarca), Eusebio Camús Graus (de Pasco), Amanda Portals (de Lima), Irene del Centre (de Yauyos) i Flor de la oroya (de oroya).

## Esports

### Futbol
Igual que la resta del país, l'esport més practicat a la ciutat de Huancayo és el futbol. Durant l'any s'organitzen diversos campionats de lligues menors així com intercolegials. L'equip més tradicional de la ciutat és l'Esportiu Junín, el mateix que va ser dissolt l'any 1991 després que es descobrís que van simular diversos partits pel campionat professional d'aquell any, actualment competeix a la Copa Perú. Un altre equip històric és el Huancayo Sporting Club que va anar 22 de maig de 1911, va ser reconegut Patrimoni de l'Esport Wanka pel Congrés de la República del Perú.

Huancayo té un equip participant en la Primera Divisió del Perú, en el 2009 l'esport Huancayo ascendeix pels seus propis mèrits a la primera divisió, d'aquesta manera es manté el futbol professional peruà a la ciutat.
| Clubs de Futbol        |                        |                 |                 |
| Equip                  | Fundació               | Estadi          | Lliga           |
| Huancayo Sporting Club | 22 de maig de 1911     | Estadi Huancayo | Copa Perú       |
| Sport Àguila           | 25 de desembre de 1947 | Estadi Huancayo | Copa Perú       |
| Esportiu Junín         | 27 de novembre de 1962 | Estadi Huancayo | Copa Perú       |
| Sport Huancayo         | 07 de febrer de 2007   | Estadi Huancayo | Primera Divisió |

### Altres esports
Referent a altres esports, Huancayo es caracteritza per la producció de fondistes (atletes de carreres de fons) i ha hagut uns quants atletes campions nacionals i que van participar en els Jocs Olímpics en representació del Perú.
Anualment, l'Estadi Huancayo acull l'arribada de la Marató Internacional UPLA i la Marató dels Andes, aquesta última és considerada una de les competicions atlètiques disputades a més altura al món, perquè tot el recorregut és per sobre dels 3000 msnm. La partida és a la província de Jauja (42 km al nord de la ciutat) i l'arribada és l'estadi situat en el cor de la ciutat de Huancayo. Aquesta competència és l'esdeveniment esportiu més important que es duu a terme a la ciutat.

### Escenaris esportius
- El principal recinte esportiu per a la pràctica de l'esport és l'Estadi Huancayo, propietat de l'Institut Peruà de l'Esport (IPD), és el recinte on els equips huancaíns juguen els seus partits locals. Va ser inaugurat el 1962 i compta amb una capacitat per 20.000 espectadors.
- Un altre escenari és l'Estadi Mariscal Castella amb capacitat per 7.000 espectadors, el recinte és usat pels clubs que participen en la Copa Perú.
- El Coliseu Wanka és per a la pràctica de voleibol, básquetbol, etc.

## Transports
El transport dins de la ciutat es dona únicament per automòbils. El nombre de microbusos és reduït, ja que el gruix del transport es realitza per mitjà de les camionetes "combi" i els col·lectius, línies d'automòbils de cinc seients (contant el del conductor) que reben quatre passatgers. També existeixen taxis registrats per la Municipalitat. Gairebé el transport íntegre es dona de nord a sud (des del districte de Chilca cap al districte del Tambo i viceversa), sent pocs els que realitzen rutes d'est a oest.
A diferència de diverses ciutats de l'interior més càlides (Iquitos, Pucallpa) o més fredes (Juliaca, Puno) que Huancayo, en Huancayo els mototaxis no tenen molt acolliment degut principalment al fet que aquests vehicles són molt fràgils i insegurs, no ofereixen una adequada protecció contra el clima i no permeten el trànsit normal a la ciutat.

### Autovies
Situada a poc més de 300 quilòmetres de la ciutat de Lima, Huancayo es troba comunicada a aquesta ciutat per la Carretera Central, principal via de penetració del centre del país que uneix els departaments de Lima, Junín, Huancavelica, Ayacucho, Pasco, Huánuco, Sant Martín i Ucayali. El trajecte del viatge es fa en un lapse d'entre cinc i vuit hores, depenent de les condicions climatològiques. Huancayo és punt de pas obligatori per als vehicles que viatgen a Huancavelica i a Ayacucho.

### Ferrocarril
Anteriorment, el Ferrocarril Central, conegut com el que realitzava el pas més alt del món, comunicava la ciutat amb Lima. Des de l'any 1990, els viatges ferroviaris han estat limitats únicament a la mineria. No obstant això, en els últims anys es programen amb gran interval certs viatges turístics que utilitzen la via fèrria. Existeix la intenció de reactivar aquesta via de comunicació. No obstant això, hi ha qui opina que és poc atractiva a causa de la dificultat del pas dels Andes que fa que el trajecte de 300 quilòmetres es faci en aproximadament 12 hores. La ruta que encara manté els viatges regulars és el Ferrocarril Huancayo - Huancavelica.

### Transport aeri
L'aeroport més proper és l'Aeroport Francisco Carlé, situat a la ciutat de Jauja a 42 quilòmetres al nord, el mateix que reb vols diaris de les línies aèries Star Perú, Andes Air i LC Perú. Així mateix, per als viatges a l'estranger, l'Aeroport Internacional Jorge Chávez és el més proper, situat en el Callao i que serveix a la ciutat de Lima.

## Ciutats agermanades
- Chimbote, Perú
- Guadalajara, Mèxic
- Llima, Perú
- San José, Costa Rica